# Luc Kroon
Luc Kroon (30 de agosto de 2001) es un deportista neerlandés que compite en natación, especialista en el estilo libre. Ganó dos medallas en el Campeonato Europeo de Natación en Piscina Corta de 2021, oro en los 400 m libre y plata en los 200 m libre.

## Palmarés internacional
| Campeonato Europeo en Piscina Corta | Campeonato Europeo en Piscina Corta | Campeonato Europeo en Piscina Corta | Campeonato Europeo en Piscina Corta |
| Año                                 | Lugar                               | Medalla                             | Prueba                              |
| ----------------------------------- | ----------------------------------- | ----------------------------------- | ----------------------------------- |
| 2021                                | Kazán (Rusia)                       | Medalla de oro                      | 400 m libre                         |
| 2021                                | Kazán (Rusia)                       | Medalla de plata                    | 200 m libre                         |